# Marianne McAndrew
Marianne Christine McAndrew (Cleveland, 11 novembre 1942) è un'attrice statunitense.

## Biografia
Hello, Dolly! è il primo film in cui il nome della McAndrew è apparso nei titoli di testa. Nel musical l'attrice interpreta Irene Molloy, ruolo per il quale la McAndrew ha ricevuto due candidature ai premi Golden Globe nel 1969.
In seguito ha avuto un ruolo da protagonista nel film I 7 minuti che contano. Nel 1968 la McAndrew ha sposato Stewart Moss, con cui ha collaborato in alcuni progetti cinematografici. Il più noto ruolo di attrice protagonista è stato probabilmente quello nel film Il morso del pipistrello proprio a fianco del marito.
Dal 1968 la McAndrew ha concentrato la sua attività sulla televisione. Ha avuto ruoli in telefilm quali Hawaii Squadra Cinque Zero, Mannix, Cannon e Love, American Style. Nel 2000 ha fatto ritorno al cinema con l'interpretazione di Doris William in Growing Up Brady.
Il film d'animazione WALL•E contiene alcuni spezzoni di Hello, Dolly! in cui è presente anche Marianne McAndrew nei panni di Irene Molloy.

## Filmografia parziale

### Cinema
- Hello, Dolly!, regia di Gene Kelly (1969)
- I 7 minuti che contano (The Seven Minutes), regia di Russ Meyer (1971)
- Il morso del pipistrello (The Bat People), regia di Jerry Jameson (1971)

### Televisione
- Le strade di San Francisco (The Streets of San Francisco) – serie TV, episodio 3x04 (1974)
- La signora in giallo (Murder, She Wrote) – serie TV, episodio 1x03 (1984)
- Autostop per il cielo (Highway to Heaven) – serie TV, episodio 2x06 (1985)